# ETB 2
ETB 2 est la seconde chaîne du groupe de télévision Euskal Telebista, émettant depuis la communauté autonome du Pays basque, en Espagne. Créée en 1986, elle émet exclusivement en espagnol. Elle est diffusée sur le réseau hertzien numérique dans l'ensemble de la communauté autonome du Pays basque, en Navarre et au Pays basque français.
Par propagation des ondes, elle peut être reçue de manière plus ou moins aléatoire dans les provinces de Cantabrie, de Castille-et-León, de La Rioja et d'Aragon.
Une partie des programmes de la chaîne sont repris dans la grille des programmes de EITB Basque, chaîne à vocation internationale diffusée par satellite.

## Description
La création de la seconde chaîne de télévision basque intervient le 31 mai 1986 dans des circonstances semi-illégales, la décision de mettre en place ce nouveau média ayant été prise dans le plus grand secret et sans l'accord du conseil d'administration. Pendant plusieurs semaines, des équipes travaillent d'arrache-pied à adapter les infrastructures (émetteurs) en vue de permettre la diffusion du nouveau canal. L'annonce de la création de la chaîne est faite aux membres du conseil d'administration alors même que les premiers tests de diffusion ont lieu.
ETB 2 est depuis lors une chaîne généraliste diffusant exclusivement en espagnol. Sa grille des programmes comprend des séries, des informations, des documentaires et des variétés.
En semaine, ETB 2 commence ses émissions quotidiennes à 8 heures 30 du matin par le programme « Egun on Euskadi » qui se compose de chroniques thématiques, d'informations locales et de services pratiques. À 13 heures 30 est diffusé le programme « Euskadi Directo » qui se consacre aux informations de proximité. La chaîne diffuse également plusieurs éditions du « Teleberri » ou journal télévisé. Les émissions régulières s'achèvent entre 1 heure et 2 heures du matin et se prolongent par des rediffusions.

### Sources
- (es) Cet article est partiellement ou en totalité issu de l’article de Wikipédia en espagnol intitulé « ETB 2 » (voir la liste des auteurs).